# Dengbu Dao
Dengbu Dao är en ö i Kina. Den ligger i provinsen Zhejiang, i den östra delen av landet, omkring 210 kilometer öster om provinshuvudstaden Hangzhou. Arean är 14,1 kvadratkilometer. Den sträcker sig 3,6 kilometer i nord-sydlig riktning, och 6,3 kilometer i öst-västlig riktning.

Genomsnittlig årsnederbörd är 1 783 millimeter. Den regnigaste månaden är juni, med i genomsnitt 312 mm nederbörd, och den torraste är januari, med 53 mm nederbörd.